# 贾卡尔马恩迪
贾卡尔马恩迪（Jakhal Mandi），是印度哈里亚纳邦法特哈巴德縣的一个城镇。2001年总人口6890。

## 人口
该地2001年总人口6890人，其中男性3752人，女性3138人；0－6岁人口871人，其中男506人，女365人；识字率71.48%，其中男性为75.27%，女性为66.95%。